# Prullans
Prullans település Spanyolországban, Lleida tartományban. Prullans Lles de Cerdanya, Bellver de Cerdanya és Montellà i Martinet községekkel határos. Lakosainak száma 252 fő (2024).

## Népesség
A település népessége az utóbbi években az alábbiak szerint változott:
| Lakosok száma | 250  | 483  | 464  | 348  | 195  | 233  | 232  | 209  | 231  | 252  |
|               | 1717 | 1887 | 1936 | 1960 | 1986 | 2004 | 2009 | 2014 | 2019 | 2024 |